# Manfred Dierkes
Manfred Dierkes (* 25. Februar 1966; † 4. Juli 2015) war ein deutscher Jazzgitarrist. Er spielte im Fingerstyle-Stil.

## Leben und Wirken
Dierkes spielte seit dem zwölften Lebensjahr als Autodidakt Gitarre. Ab 1988 studierte er Betriebswirtschaftslehre an der TU Berlin bis zum Diplom, um dann Musiker zu werden. Er trat mit seinem eigenen Trio (mit Mario Würzebesser, Drums, und Michael Waterstradt, Bass) und mit Soloprogrammen auf, spielte aber auch mit verschiedenen Berliner Bigbands, im Macky Gäbler Quartett, mit Rolf Römer und im Duo mit Sigi Busch sowie von 1993 bis 2003 mit Pascal von Wroblewsky. 2013 startete er die Zusammenarbeit mit den Gitarristen Karl Schloz und Torsten Goods.  	
Dierkes veröffentlichte im Jahr 2000 die Solo-CD It´s About Time (2000); mit seinem Trio folgte das Album Caldera (2002), ebenfalls bei Acoustic Music Records. Das Solo-Album Four Brothers and a Thumb nahm er 2007 auf. Weiterhin ist er auf Alben von Pascal von Wroblewsky, von Sigi Busch, der Bigband der Deutschen Oper Berlin und mit dem Rundfunk-Sinfonieorchester Berlin zu hören.
Er war Dozent für Jazzgitarre am Jazzinstitut Berlin.

## Diskographie (Auswahl)
- 1995: Speak Low (mit Pascal von Wroblewsky)
- 2000: It`s About Time (Solo, Acoustic Music Records)
- 2002: Caldera (Solo, Acoustic Music Records)
- 2007: Four Brothers And A Thumb (Solo, Acoustic Music Records)
- 2011: BigBand der Deutschen Oper Berlin How Long is Now[2]

## Preise und Auszeichnungen
Das Manfred Dierkes Trio gewann den Berliner Jazz & Blues Award 2003.